# Lego Star Wars (spelserie)
Lego Star Wars eller Lego Star Wars: The Video Game är en serie dator- och TV-spel från LucasArts, som baseras på Legos legoserie Lego Star Wars. I spelserien ingår Lego Star Wars: The Video Game, Lego Star Wars II: The Original Trilogy, Lego Star Wars: The Complete Saga och Lego Star Wars III The Clone Wars.

## Lego Star Wars
Lego Star Wars: The Complete Saga från 2007 är en utökad samlingsvolym av Lego Star Wars: The Video Game och Lego Star Wars II: The Original Trilogy och handlingen bygger därför på alla sex Star Wars-filmerna. Denna version innehåller en hel del nytt, bland annat nya nivåer och figurer. Man kan också spela online. Spelet finns i versioner för spelkonsolerna Nintendo DS, Playstation 3, Wii, Xbox 360 och PC och bygger på Lego Star Wars II:s grafikmotor.

## Lego Star Wars: The Video Game
Lego Star Wars: The Video Game från 2005 lanserades i samband med premiären av filmen Star Wars: Episod III – Mörkrets hämnd. Handlingen och miljöerna hämtas från de tre filmerna Star Wars: Episod I – Det mörka hotet, Star Wars: Episod II – Klonerna anfaller och Star Wars: Episod III – Mörkrets hämnd. Spelet finns i versioner för Windows, Macintosh, Gamecube, Game Boy Advance, Playstation 2 och Xbox.
Spelet går ut på att spelaren styr en legofigur eller manövrerar en legofarkost och på så vis återskapar avsnitt från filmerna samtidigt som den samlar på sig ett större antal spelbara rollfigurer och farkoster. Efter varje avklarad bana belönas spelaren med en eller två nya rollfigurer till sitt sällskap och under spelets gång kan spelaren byta helt fritt mellan alla figurer som den lyckats få tag på och istället spela som någon annan än den rollfigur (Obi-Wan Kenobi eller Qui-Gon Jinn) som spelet börjar med.
Spelet börjar inne i restaurangen Dexter's Diner där spelaren ser fyra dörrar, en för vardera filmerna 1-3 samt en för introt till Stjärnornas krig. När spelarens figur går in genom någon av dem kommer den till banorna som skall klaras av. Av Dexter, som står innanför sin bardisk, kan spelaren köpa sig ett par robotar att ha vid sin sida, genvägar (fusk) eller andra rollfigurer. När rollfiguren går ut från Dexter's Diner så kommer den ut till en stor plattform med en massa laserpelare, och innanför pelarna så byggs rymdskepp. För att få ett helt rymdskepp så måste spelaren hitta 10 stycken så kallade mini-kit, som finns gömda på varje bana. När spelaren har samlat på sig alla rymdskepp och rollfigurer så har den varvat spelet.

## Lego Star Wars II: The Original Trilogy
Lego Star Wars II: The Original Trilogy från 2006 är uppföljaren till Lego Star Wars: The Video Game. Spelet finns i versioner för GameCube, Game Boy Advance, Playstation 2, Xbox, Windows, Macintosh, PlayStation Portable och Nintendo DS.
Spelet är uppbyggt på liknande sätt som föregångaren men handlingen och miljöerna har till det här spelet hämtats från filmerna Stjärnornas krig, Rymdimperiet slår tillbaka och Jedins återkomst. Nya funktioner jämfört med det förra spelet är spelaren kan klä ut sin spelfigur med hjälp av Stormtrooper-hjälmar och liknande, att alla figurer som har rött lasersvärd kan "krafta" upp de flesta andra figurerna och skada dem, spelaren kan bygga egna skepp och flyga dem samt bygga egna figurer samt möjligheten att spela med en kompis. Spelets svårighetsgrad skall automatiskt anpassas till spelarens skicklighet.